# Global Distribution System
Il Global Distribution System (ovvero Sistema di Distribuzione Globale), abbreviato con la sigla GDS, è un sistema informatico per la gestione della prenotazione e acquisto di biglietteria aerea, ma anche per la prenotazione di hotel, auto a noleggio, ecc.

## GDS più famosi
Il primo GDS fu Sabre, che nel 1960 sviluppò un sistema informatico in grado di generare prenotazioni elettroniche per le biglietterie della American Airlines.
Nel 1971 la United Airlines introdusse Apollo (oggi Galileo) come proprio sistema di prenotazione per tutti gli uffici della propria compagnia.
Nel 1987, come alternativa ai GDS americani, fu fondato Amadeus per opera di Air France, Iberia, Lufthansa e SAS. Infine, ultimo in ordine cronologico, nel 1990, un altro consorzio di compagnie aeree formato da Delta Air Lines, Northwest Airlines, e TWA creò Worldspan.
A questi se ne sono poi aggiunti altri, fra i quali Abacus, Patheo, KIU.

## Nascita e sviluppo dei GDS
Nati inizialmente per gli operatori delle compagnie aeree, i GDS si sono successivamente estesi a tutto il mondo del travel business, divenendo il principale strumento di biglietteria delle agenzie di viaggio. Successivamente furono estesi ad altri prodotti fra cui gli alberghi, le auto a noleggio, i biglietti dei treni e infine le crociere.
Attualmente le agenzie di viaggio che utilizzano i vari sistemi GDS sono circa 600.000, alle quali vanno aggiunti circa 1.000 siti web di prenotazione on-line.
Con l'aumento dell'interesse da parte delle catene alberghiere prima e dei singoli hotel poi, si è reso necessario un adeguamento dei sistemi per consentire a ogni singolo autonoleggio o albergo di poter gestire direttamente i propri prodotti. Tale richiesta non è stata soddisfatta direttamente, ma si è preferito delegare a società più o meno esterne ai GDS il compito di comunicare con i singoli fornitori. Nascono così gli Switch, sistemi direttamente interfacciati con i 4 GDS in grado di gestire le informazioni relative a migliaia di fornitori, sia di ricettività alberghiera che di autonoleggio.
Gli Switch sono in grado di fornire in tempo reale, ai mainframe dei singoli GDS, una quantità di informazioni sempre crescente nel tempo. Si è passati dal passaggio in tempo reale dei soli dati relativi alla disponibilità (e, quindi, prenotabilità) dei prodotti, al flusso integrato e continuo delle interfacce di ultima generazione, le Next Generation Seamless, che consentono di gestire più informazioni, foto, mappe, servizi ecc…
Ogni Switch ha un codice alfanumerico di due caratteri, il chain code. Tale codice identifica un sistema (hardware) che concentra i dati di un gruppo omogeneo di fornitori. I primi switch furono costruiti per le grandi catene alberghiere internazionali (da qui il nome).
Lo sviluppo di internet e il crollo dei costi di gestione hanno permesso la diffusione della distribuzione GDS a fasce sempre più ampie di fornitori. Oggi, ad esempio, anche il piccolo Bed & Breakfast può accedere facilmente a questa distribuzione.

## Sistemi principali
| Nome                    | Creato da | Usato anche da | Quota di mercato a livello mondiale (2006) |
| ----------------------- | --- | --- | ------------------------------------------ |
| Amadeus                 | - Air France - Iberia Airlines - Lufthansa - Scandinavian Airlines System | - Agenzie di viaggio in rete incluse - Anyfares - ebookers - Expedia - Flights - Opodo - più di 500 compagnie aeree - più di 120 siti internet di compagnie aeree - più di 90000 agenzie di viaggio - più di 76000 alberghi | 29,2%                                      |
| Sabre                   | - All Nippon Airways - American Airlines - Cathay Pacific Airways - China Airlines - Singapore Airlines | - Expedia - Godard - Lastminute.com - Mobissimo - Travelocity - più di 20 compagnie aeree | 26,8%                                      |
| Galileo by Travelport   | - Aer Lingus - Air Canada - Alitalia - British Airways - Swiss International Air Lines - TAP Portugal - United Airlines - US Airways                                                                                 | - CheapTickets - ebookers - Orbitz | 22,5%                                      |
| Worldspan by Travelport | - Delta Air Lines - Northwest Airlines - Trans World Airlines | - Hotwire - Hotels - Priceline - Orbitz | 15,8%                                      |
| Patheo                  | - Finnair - KLM - > Moved to Amadeus - Lufthansa - > Moved to Amadeus - Virgin | - Agenzie di viaggio in rete incluse - Airgorrila - American Express - Anyfares - Flights | sconosciuto                                |
| Abacus                  | - All Nippon Airways - Cathay Pacific Airways - China Airlines - Dragonair - EVA Airways - Garuda Indonesia - Malaysia Airlines - Philippine Airlines - Royal Brunei Airlines - SABRE - SilkAir - Singapore Airlines | - Agenzie di viaggio in rete - più di 450 compagnie aeree in più di 25 paesi in Asia e Oceania - più di 80000 alberghi | 5,6%                                       |
| KIU                     | - Sol Lineas Aereas - AeroGal - Star Peru - LC Busre - Peruvian Airlines - Cielos Andinos - Easyfly - LASER Airlines - LADE - Lineas Aereas Del Estado - Amaszonas - Maya Air                                        | - più di 12 compagnie aeree in più di 10 paesi in America - agenzie di viaggio e tour operator di tutto il mondo | sconosciuto                                |